# 邢慈靜
邢慈靜（1572年—？），號蒲團主人、蘭雪齋主，臨邑（今山東省）人。邢侗妹、馬拯妻，善畫白描。書法追仿李北海、衛夫人，作品與邢侗相似。精於刺繡，被人稱為「針神」。著有《非非草》一卷、《追筆黔途略》一卷（黔途略）。宋弼選《山左明詩抄》與李衍孫 《武定明詩抄》有收錄其詩作。

## 生平
年幼時邢慈靜與第九嫂楊氏相唱和，稱閨中詩友。萬曆四十年（1612年）邢侗去世。
萬曆四十四年（1616年），馬拯升任貴州左布政使，邢慈靜勸阻丈夫辭官歸里，但馬拯堅持上任，於是邢慈靜攜子隨行。馬拯到貴州半年病逝，邢慈靜作詩以諸葛亮的經歷來哀悼亡夫。邢慈靜扶柩返歸山東故里，將路途的艱辛寫成《黔塗略》一書。

## 家族

### 夫
- 馬拯：萬曆十一年進士，貴州左布政。[6]

### 兄
- 邢侗：字子願。萬歷二年進士，陝西行太僕卿。[8]

## 相關考證
席文天《邢慈靜年齡試辨》提及邢慈靜年紀比邢侗小二十多歲。

## 評價
- 陳維崧《婦人集》：「慈靜畫觀音大士莊嚴妙麗，用筆如玉台膩發，春日遊絲。」《玉臺畫史》
- 劉重慶：「夫人禊帖，自是夫人帖。然而筆法婉勁，晉體獨存，余不知右軍當年面目何似，然而視禊帖傳世本千百矣，後有真賞，或者其首肯於此言。」《芝蘭室蘭亭序》的跋
- 王士祿：「文筆高古，存班惠姬之風」《然脂集》
- 《無聲詩史》：書體頗顯子願，而書品清雅，作大士像及墨花亦彤管之秀也

## 作品

### 畫大士
以泥金畫觀世音菩薩，上方以小楷泥金書贊語。現藏於臺北國立故宮博物院。

### 邢慈靜墨石圖軸
曾被清人張槃收藏，加一題識，讚譽邢慈靜書畫雄渾，神采奪目。現藏於山東博物館。

### 白描大士圖卷
邢慈靜於萬曆四十二年（1614年9月）作於蘭雪齋。現藏於青島市博物館。

### 诗文
邢慈静的诗结集 《兰雪斋集》和 《菲菲草》，两书被收入明清之际的诗坛盟主钱谦益编纂的 《列朝诗集》； 《明史·艺文志》著有邢慈静 《非非草》一卷；宋弼 《山左明诗抄》收入其诗作5首；季衍孙 《武定明诗抄》收入30首。 《邢氏家乘》和 《临邑县志》各收录4首， 《武定府志》收录2首。清朝康熙年间的诗坛盟主王士禛，称其 “有夫子气”，并信手写下了 “来禽夫子本神清，香茗才华未让兄。徐庾文章建安作，悔教书法掩真名”的 《论诗绝句》。部分诗作：
《题九嫂后院石榴》：“榴花小院开未残，绿叶成荫子一团。为语主人须爱惜，休教风雨闹酸酸”。
《过运河》：“夫重封侯妾随行，泊船运河恋寒更。游魂自苦人何在，芳草无言路不明。仿佛玉关伤旧别，月夜徘徊订新盟。梦回檐马迎风处，犹是沙场剑戟声”。
《思诸兄》： “千里关出锁暮愁，鹡鸰原在海东头。故园棠棣春常在，怅望犁云意未休”。
《孤雁》： “凌寒只影下龙荒，岂为区区觅稻粮。天假秋风双击帛，芦花明月满天霜”。
《念佛》： “佛本在心不在天，心却无佛何用念？ 但将一片念佛心，化作三尺降魔剑”。
《读三国志》： “抱膝长吟道自尊，一时鱼水感恩深。当年若稳隆中卧，不到秋风五丈原”。
《静坐》其一：“闲抛针线坐来深，静里频将面目寻。色相都忘身是幻，一潭清影月沉沉”。其二：“荆钗裙布念重违，却扫焚香自掩扉。莫向吹箫羡嬴女，多年已办五铢衣”。

## 外部連結
- 國立故宮博物院展品 （页面存档备份，存于）
- 中國哲學書電子化計劃《臨邑縣志》
- 中國哲學書電子化計畫·女紅傳征略